# تحالف أولد
تحالف أولد (بالفرنسية: Vieille Alliance، بالغيلية الاسكتلندية: An Seann-chaidreachas) كان تحالفًا نشأ عام 1295 بين مملكتي اسكتلندا وفرنسا بهدف التحكم بغزوات إنجلترا. أصبحت الكلمة الاسكتلندية "Auld"، والتي تعني القديم "Old"، مصطلحًا محبذًا يدل على العلاقة طويلة الأمد بين البلدين، والتي انتهت بتوقيع معاهدة إدنبره عام 1560.
لعب التحالف دورًا مهمًا في العلاقات بين اسكتلندا، وفرنسا، وإنجلترا على مدار 265 عامًا. جدد ملوك فرنسا واسكتلندا هذا التحالف في تلك الفترة باستثناء لويس الحادي عشر ملك فرنسا. بحلول أواخر القرن الرابع عشر، جُدد التحالف بغض النظر عما إذا كانت أي من المملكتين في حالة حرب مع إنجلترا في ذلك الوقت.
بدأ التحالف بمعاهدة وقعها كل من جون من باليول، وفيليب الرابع ملك فرنسا عام 1295 ضد إدوارد الأول ملك إنجلترا. نصت بنود المعاهدة على أنه إذا تعرض أي من البلدين لهجوم من إنجلترا، فإن البلد الآخر سيغزو الأراضي الإنجليزية، وقد حدث ذلك لاحقًا في معركة فلودين عام 1513، حين غزا الأسكتلنديون إنجلترا ردًا على الحملة الإنجليزية على فرنسا. لعب التحالف دورًا مهمًا في حروب الاستقلال الاسكتلندية، وحرب المائة عام، وحرب عصبة كامبراي.

## تاريخ
ترك اضطراب الأسرة الحاكمة الناجم عن وفاة مارغريت ملكة اسكتلندا البالغة من العمر سبع سنوات فرصةً لا تعوض لإدوارد الأول ملك إنجلترا لبسط وتأكيد سلطته على اسكتلندا. بحلول عام 1295، بات من الواضح عزمه على إخضاع اسكتلندا بالكامل. ردًا على ذلك، سعى مجلس الإثني عشر، الذي تولى حكومة إسكتلندا مؤقتًا، إلى إقامة عدة تحالفات. أعلن فيليب الرابع ملك فرنسا إفشال رغبة إنجلترا في الاستيلاء على منطقة غشكونية الفرنسية عام 1293، ما مهد دخول البلدين في حالة حرب. كان التحالف مع فرنسا وقتها بمثابة مسار واضح وسهل يتعين على اسكتلندا أن تتبناه. في أكتوبر 1295، وافقت هيئة من الممثلين الديبلوماسين الاسكتلنديين لدى الملك فيليب على معاهدة باريس.
كما هو الحال مع جميع التجديدات اللاحقة لما أصبح يعرف بتحالف أولد، كانت الأمور دائمًا تميل لصالح كفة فرنسا، فقد كان عليها مواصلة نضالها ضد الإنجليز في منطقة غشكونية فقط، بينما كان الاسكتلنديون سيتحملون التكلفة الكاملة في حال نشبت حرب مباشرة بين اسكتلندا وإنجلترا. أصبحت اسكتلندا، باعتبارها مملكة نائية وفقيرة، موالية لقوة أوروبية كبرى. كانت فوائد التحالف كبيرة ومهمة لاسكتلندا، حتى لو كانت رمزية شكلية أكثر من كونها فعلية.
لم يوفر التحالف في الأمد القريب أي حماية لاسكتلندا من إدوارد، الذي تسبب غزوه السريع والمدمر لها في عام 1296 في القضاء على استقلالها. علاوة على ذلك، سمح وقف الأعمال العدائية بين إنجلترا وفرنسا في عام 1299، والذي تبع بمعاهدة «السلام الدائم» لإدوارد في تكريس كل اهتمامه وقواه لمهاجمة الاسكتلنديين. في النهاية، نجت اسكتلندا بسبب الفطنة العسكرية وذكاء ملكها روبرت الأول، وأخطاء إدوارد الثاني، وليس بسبب تحالفها مع فرنسا.
في عام 1326، جدد ملك اسكتلندا روبرت الأول التحالف بتوقيع معاهدة كوربيل. كان الدافع وراء هذا التجديد احترازيًا، إذ لم يكن لدى أي من المملكتين خوف من إنجلترا في ذلك الوقت. مع ذلك، تغير الأمر بعد عام 1330، عندما شرع إدوارد الثالث في إكمال غزوه لاسكتلندا وإعادة تأكيد سلطته في فرنسا. وللمرة الأولى، شعر الطرفان بضرورة هذا التحالف.
في عام 1346، تغلب إدوارد على القوات الفرنسية في معركة كريسي. وبعد شهرين، قبض على ديفيد الثاني ملك اسكتلندا في معركة نيفيل كروس، خلال حملة غزو فاشلة في شمال إنجلترا. زاد غيابه الذي دام 11 عامًا بوصفه سجين إدوارد من الاضطرابات الداخلية والصراعات على السلطة في إسكتلندا. أُجبر ديفيد الثاني على عقد صفقة مع إدوارد الثالث لكسب حريته. حتى بعد إطلاق سراحه عام 1357، أمضى ديفيد معظم سنوات حكمه المتبقية في تعزيز المصالح الإنجليزية في إسكتلندا.